# Antændelsestemperatur
Antændelsestemperaturen er den laveste temperatur, som et brændbart stof skal opvarmes til for, at det kan antændes i atmosfærisk luft.
Denne egenskab udnyttes i vid udstrækning ved brandslukning, hvor man ved hjælp af vand søger at nedkøle det brændende objekt til en temperatur under antændelsespunktet.